# Heilwood, Pennsylvania
Heilwood, Pennsylvania (енгл. Heilwood) насељено је место без административног статуса у америчкој савезној држави Пенсилванија.

## Демографија
По попису из 2010. године број становника је 711, што је 75 (-9,5%) становника мање него 2000. године.
| Група             | 2000.       | 2010.       |
| Белци             | 782 (99,5%) | 701 (98,6%) |
| Афроамериканци    | 2 (0,3%)    | 1 (0,1%)    |
| Азијати           | 0 (0,0%)    | 0 (0,0%)    |
| Хиспаноамериканци | 1 (0,1%)    | 2 (0,3%)    |
| Укупно            | 786         | 711         |